# José Miguel Marcos Marcos
José Miguel Marcos Marcos, balonmanista español (1974, Éibar, Guipúzcoa)
Empezó jugando en el equipo de su localidad natal, el JD Arrate ya en la liga ASOBAL, más tarde se dirigió al CD Bidasoa y por último recaló en CB Barakaldo.